# Francesc Crusats i Franch
Francesc Crusats i Franch (Seva, Osona, 5 de gener de 1831 - La Selva del Camp, 30 de setembre de 1868) fou un missioner claretià. Ha estat proclamat servent de Déu per l'Església catòlica.

## Biografia
Nascut al Mas Coll de la parròquia de Seva, en 1844 començà a estudiar al seminari de Vic i hi fou ordenat el 18 de setembre de 1858, incorporant-se l'any següent a l'orde dels Missioners Fills del Cor de Maria. Va començar en 1859, a Falgars i Sant Martí de Centelles, la seva missió de predicació en diferents pobles de Catalunya: apostolat a zones rurals, catequesi, xerrades morals, instrucció als nens i joves, visites a malaltse, etc., aconseguint moltes conversions i esdevenint popular. En 1861 fou enviat a Segòvia, on treballà fins al 1868, també amb grans resultats.
El setembre del 1868 esclatà la Revolució Gloriosa, aixecant-se els militars contra Isabel II d'Espanya. La revolta, de caràcter progressista, va anar acompanyada de l'expulsió dels ordes religiosos i un conat de persecució anticlerical. Crusats era llavors a la Selva del Camp, on havia iniciat una nova missió; un grup violent d'exaltats va arribar-hi des de Reus i assaltaren el convent claretià el 30 de setembre; mentre la comunitat fugia, Crusats s'enfrontà a l'escamot i fou mort d'un cop de ganivet al coll.
Fou considerat màrtir de l'anticlericalisme i primer màrtir de l'orde claretià. La seva causa de beatificació s'obrí en 1907 i s'inicià en 1955, essent proclamat servent de Déu.